# Іхтіофауна Запорізької області

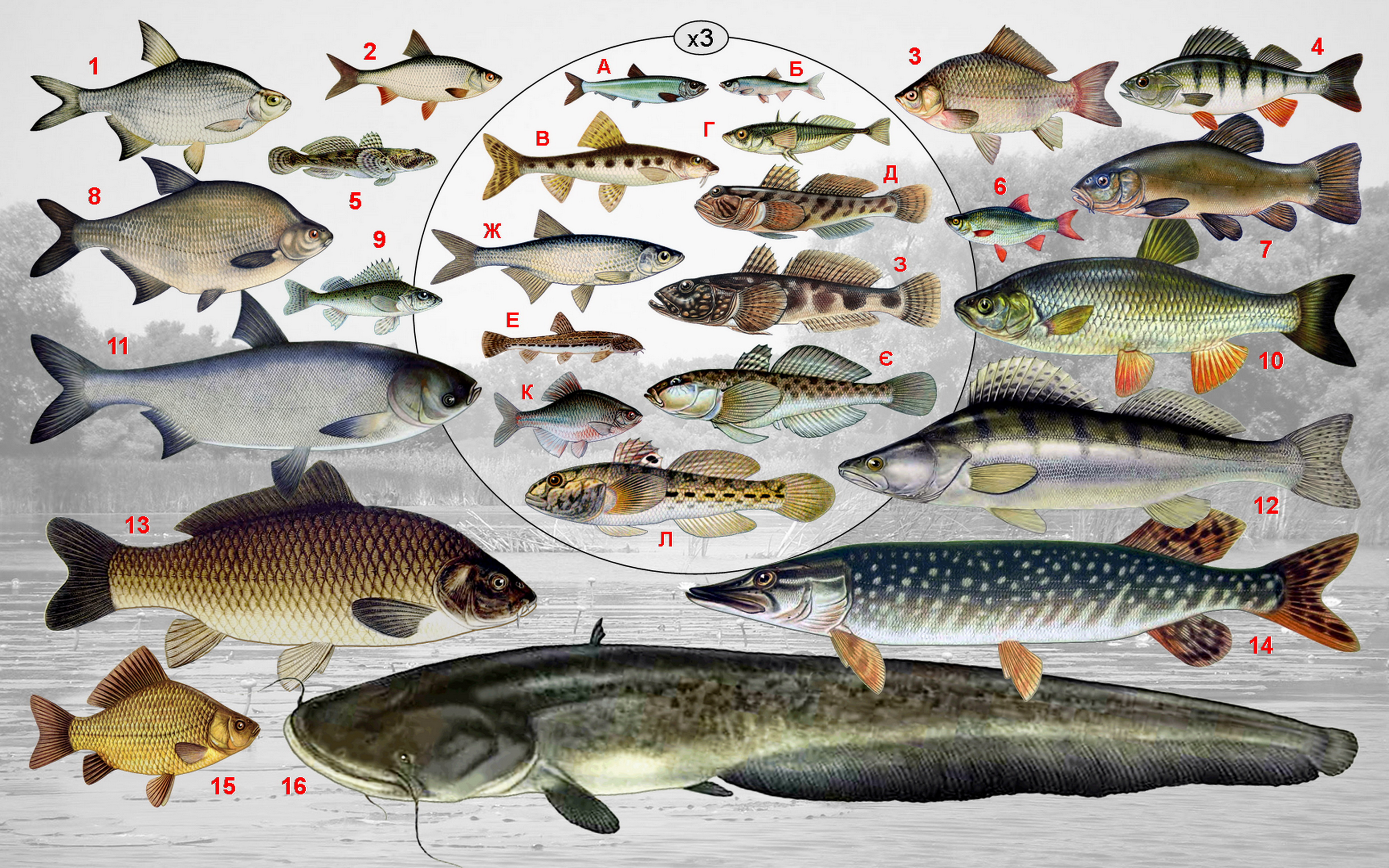
Прісноводні риби Запорізької області (основні види): 1 — плоскирка; 2 — плітка; 3 — карась сріблястий; 4 — окунь; 5 — бичок жабоголовий; 6 — краснопірка; 7 — лин; 8 — лящ; 9 — йорж; 10 — головень; 11 — товстолобик білий; 12 — судак; 13 — короп; 14 — щука; 15 — карась золотий; 16 — сом. Збільшено в 3 рази: А — тюлька; Б — верховка; В — пічкур; Г — колючка триголкова; Д — бичок гонець; Ж — верховодка; З — бичок головань; Е — щипавка; Є — бичок пісочник; К — гірчак; Л — бичок кругляк

Іхтіофауна Запорізької області — частина унікального фауністичного комплексу регіону, яка включає 1 вид міног і 132 види риб, зареєстрованих на території та акваторії Запорізької області протягом останніх 50-ти років (1970—2020 рр.).

## Таксономічний огляд іхтіофауни регіону

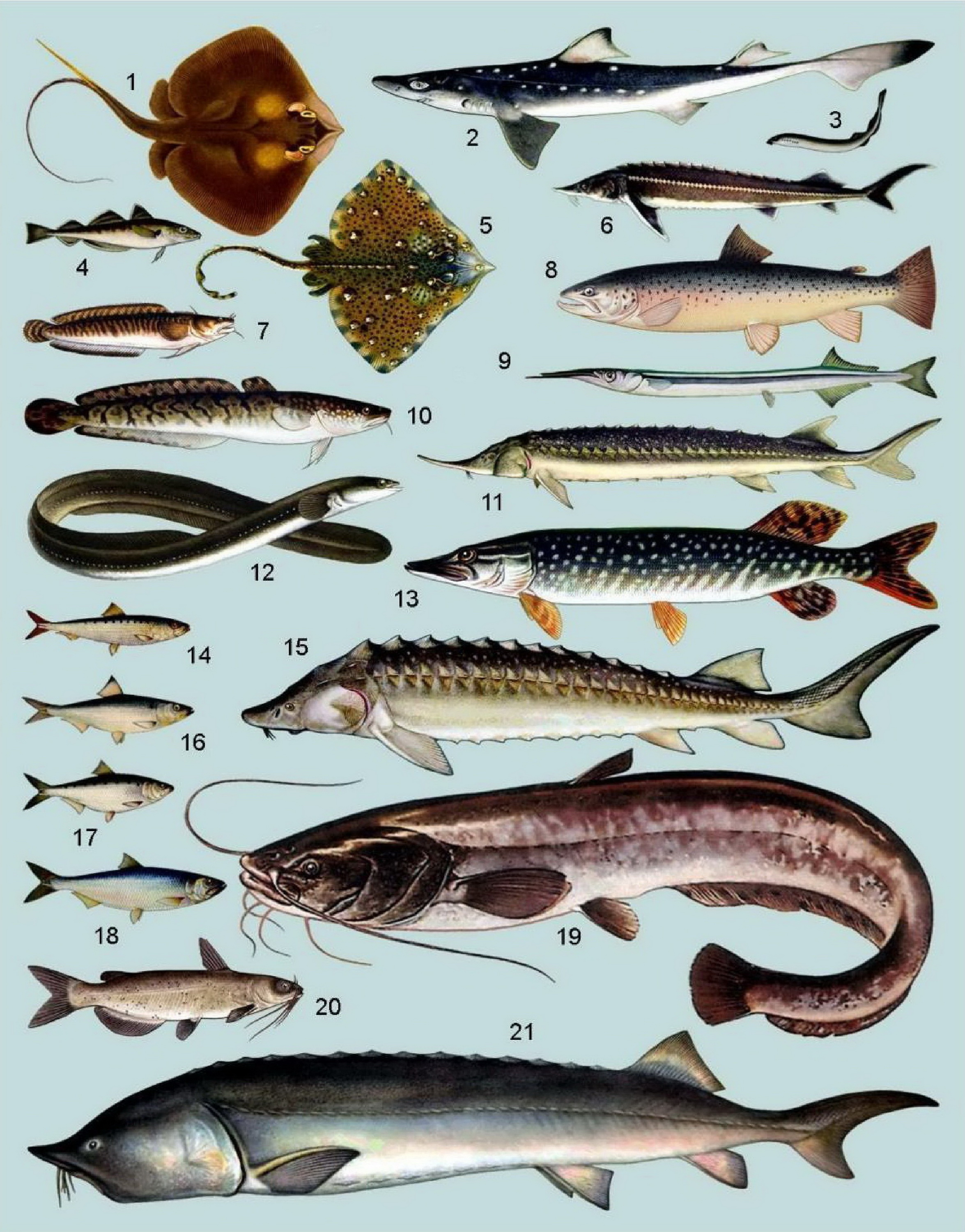
Іхтіофауна Запорізької області. Таблиця 1: 1 — морський кіт; 2 — катран короткоперий; 3 — мінога українська; 4 — мерланг; 5 — скат колючий; 6 — стерлядь; 7 — минь середземноморський; 8 — лосось чорноморський; 9 — сарган чорноморський; 10 — минь звичайний; 11 — севрюга; 12 — річковий вугор європейський; 13 — щука звичайна; 14 — сардина; 15 — осетер російський; 16 — оселедець керченський; 17 — пузанок азовський; 18 — оселедець чорноморський; 19 — сом звичайний; 20 — канальний сом плямистий; 21 — білуга

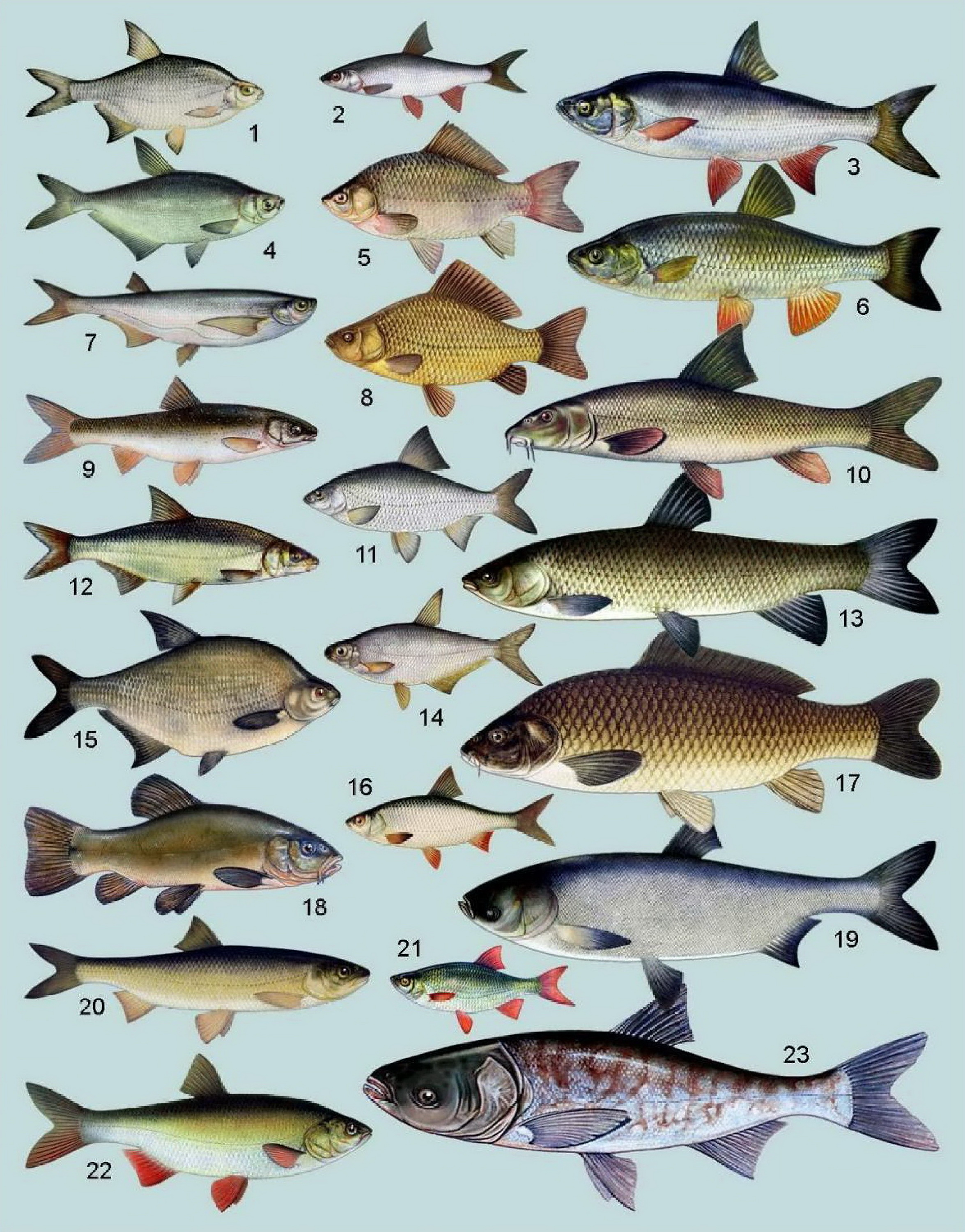
Іхтіофауна Запорізької області. Таблиця 2: 1 — плоскирка європейська; 2 — підуст звичайний; 3 — білизна звичайна; 4 — синець звичайний; 5 — карась сріблястий; 6 — головень європейський; 7 — чехоня; 8 — карась звичайний; 9 — вирезуб причорноморський; 10 — марена дніпровська; 11 — тараня; 12 — рибець звичайний; 13 — білий амур; 14 — білоочка; 15 — лящ звичайний; 16 — плітка звичайна; 17 — короп звичайний; 18 — лин звичайний; 19 — товстолобик білий; 20 — кутум каспійський; 21 — краснопірка звичайна; 22 — в'язь; 23 — товстолобик строкатий

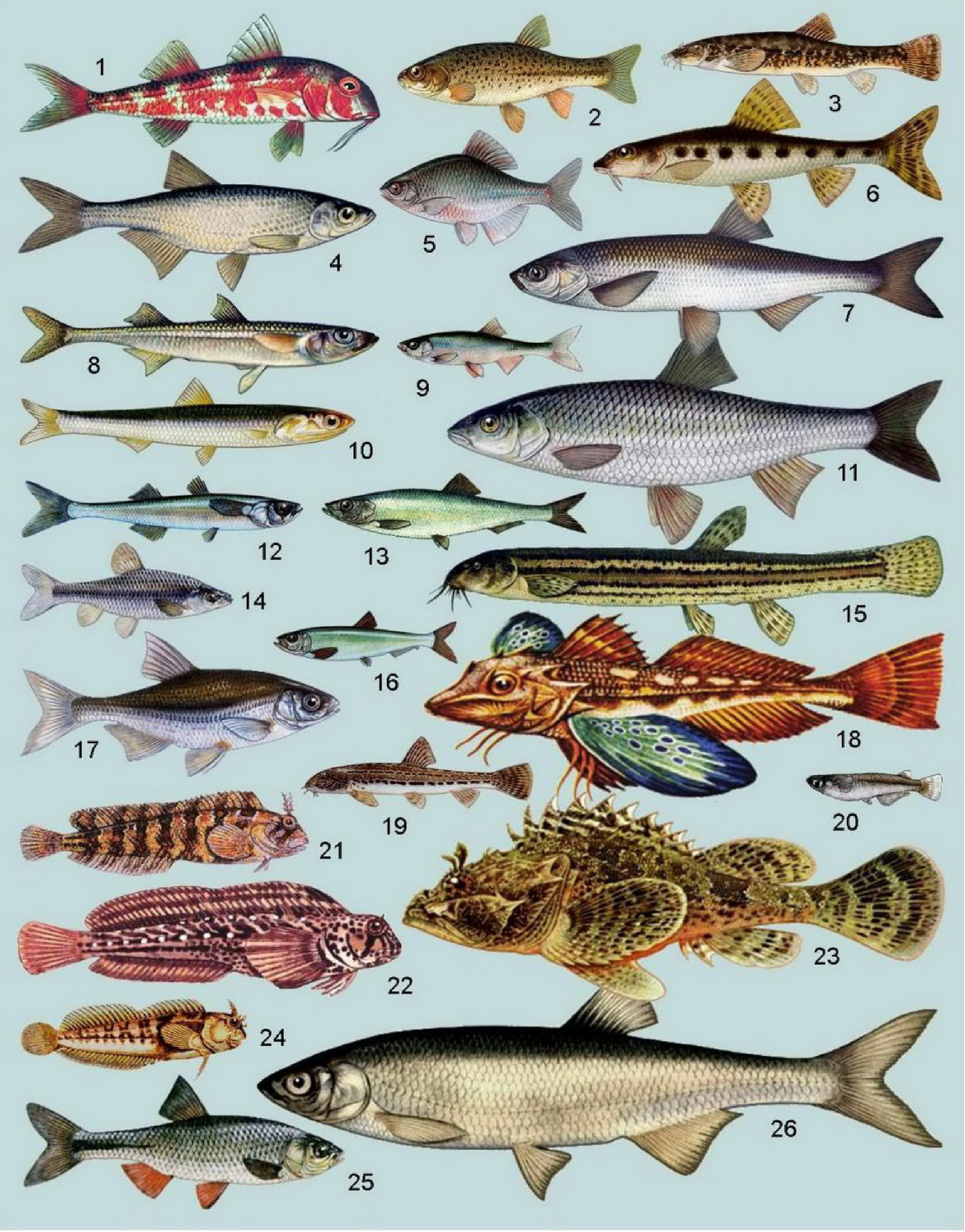
Іхтіофауна Запорізької області. Таблиця 3: 1 — барабуля чорноморська; 2 — гольян озерний; 3 — вусатий слиж європейський; 4 — верховодка звичайна; 5 — гірчак європейський; 6 — пічкур звичайний; 7 — шемая чорноморська; 8 — атерина морська; 9 — вівсянка; 11 — ялець звичайний; 14 — чебачок амурський; 15 — в'юн звичайний; 17 — бистрянка російська; 19 — щипавка звичайна; 25 — бобирець звичайний; 26 — шемая азовська; 12 — атерина чорноморська; 10 — анчоус європейський; 13 — шпрот середземноморський; 16 — тюлька азовсько-чорноморська; 18 — морський півень жовтий; 22 — скорпена звичайна; 20 — медака китайська; 21 — собачка щупальцевий; 22 — собачка червоно-жовтий; 24 — собачка Звонимира

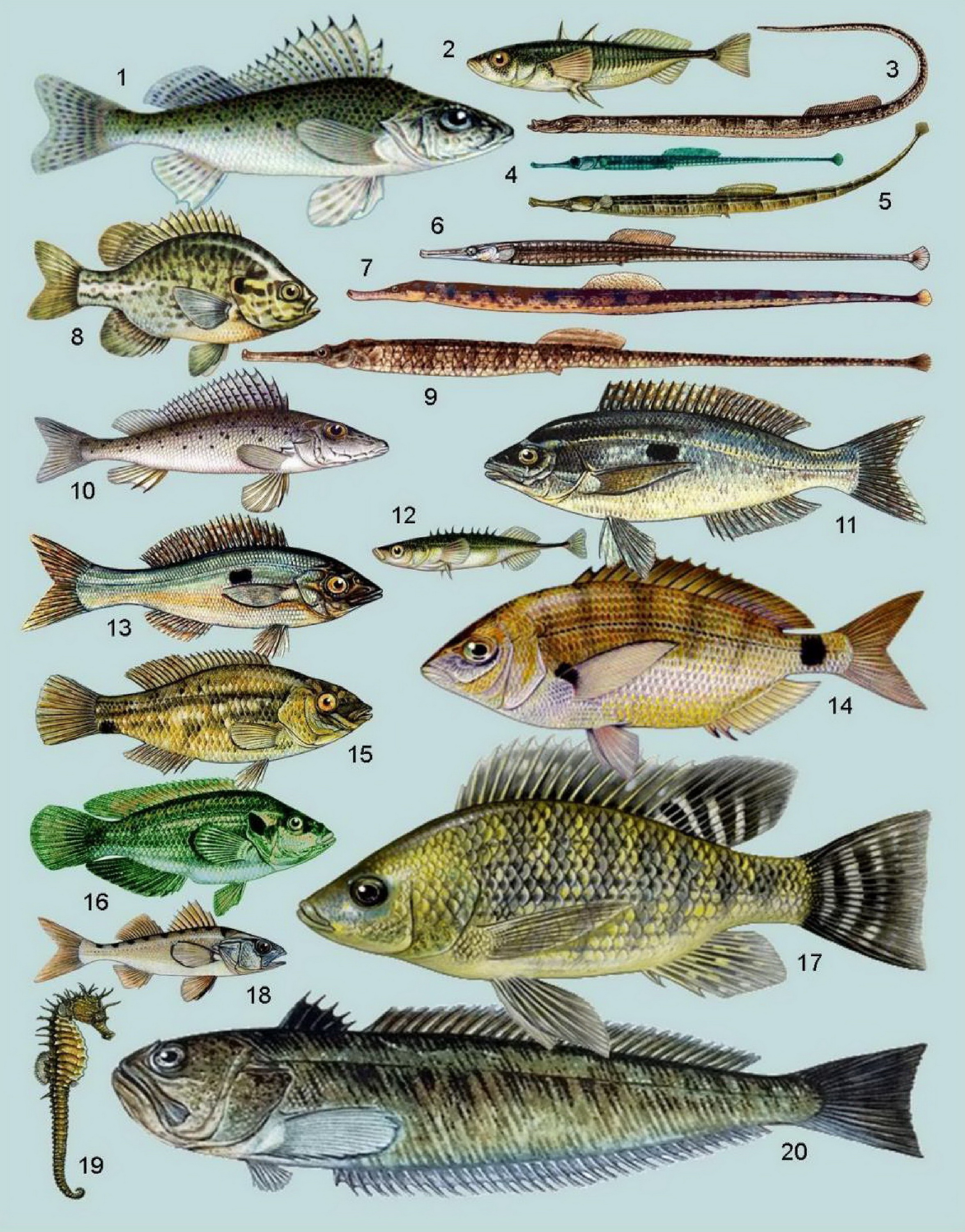
Іхтіофауна Запорізької області. Таблиця 4: 1 — йорж звичайний; 2 — колючка триголкова; 3 — змієподібна іглиця; 4 — іглиця шипувата; 5 — іглиця пухлощока; 6 — іглиця довгорила; 7 — іглиця товсторила; 8 — сонячна риба синьозяброва; 9 — іглиця тонкорила; 10 — йорж носар; 11 — смарида середземноморська; 12 — колючка південна; 13 — смарида європейська; 14 — ласкир; 15 — зеленушка рябчик; 16 — зеленушка плямиста; 17 — тилапія мозамбікська; 18 — перкарина; 19 — морський коник довгокрилий; 20 — морський дракончик великий

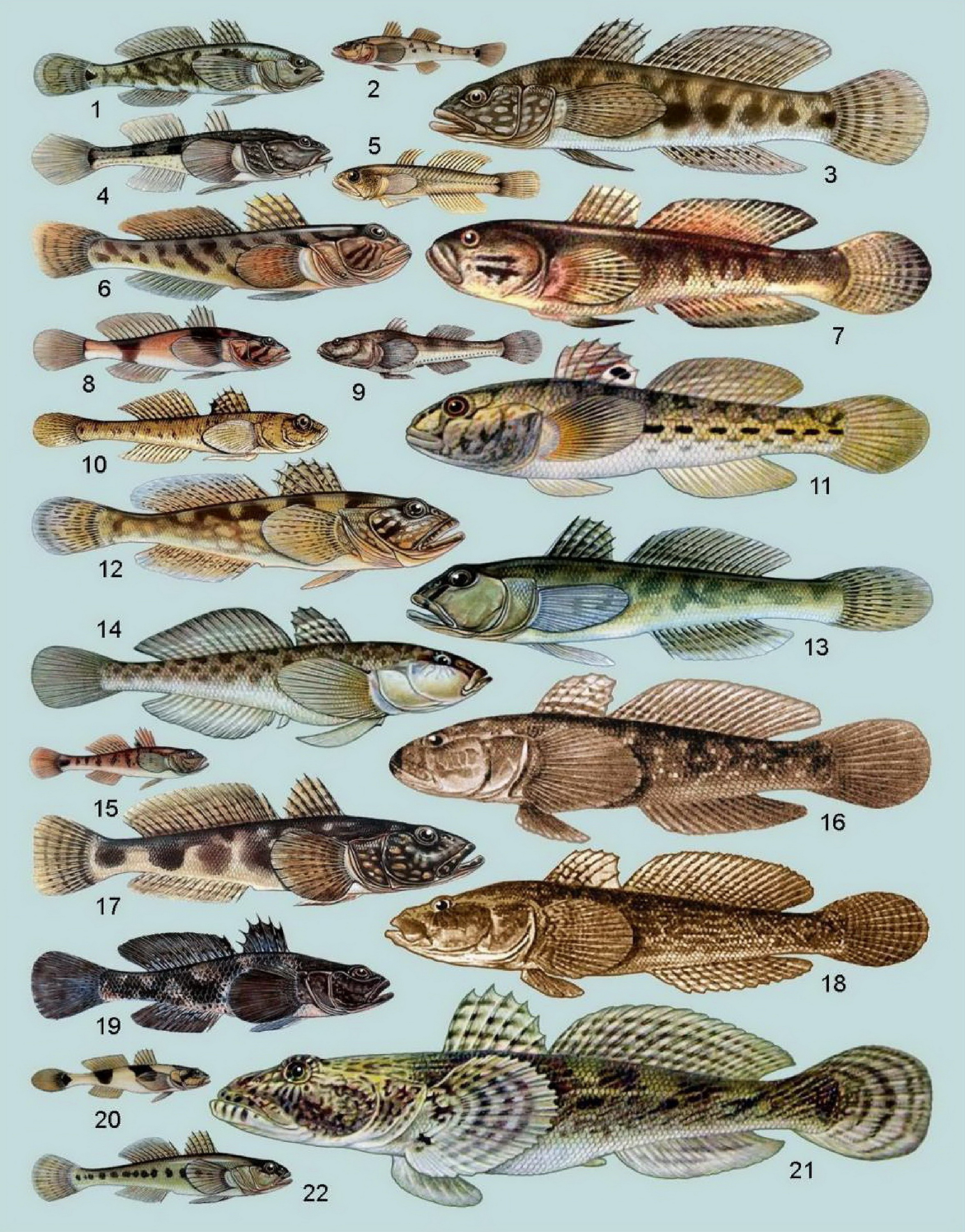
Іхтіофауна Запорізької області. Таблиця 5: 1 — тупоносий бичок цуцик; 2 — кніповичія довгохвоста; 3 — бичок трав'яник; 4 — пуголовка зірчаста; 5 — афія; 6 — бичок гонець; 7 — бичок чорноморсько-азовський; 8 — пуголовочка Браунера; 9 — пуголовка азовська; 10 — бичок-лисун малий; 11 — бичок кругляк; 12 — бичок рудий; 13 — бичок сірман; 14 — бичок піщаник; 15 — кніповичія кавказька; 16 — бичок ратан; 17 — бичок головань; 18 — бичок губань; 19 — бичок чорний; 20 — каспіосома; 21 — бичок жабоголовий; 22 — бичок-лисун мармуровий

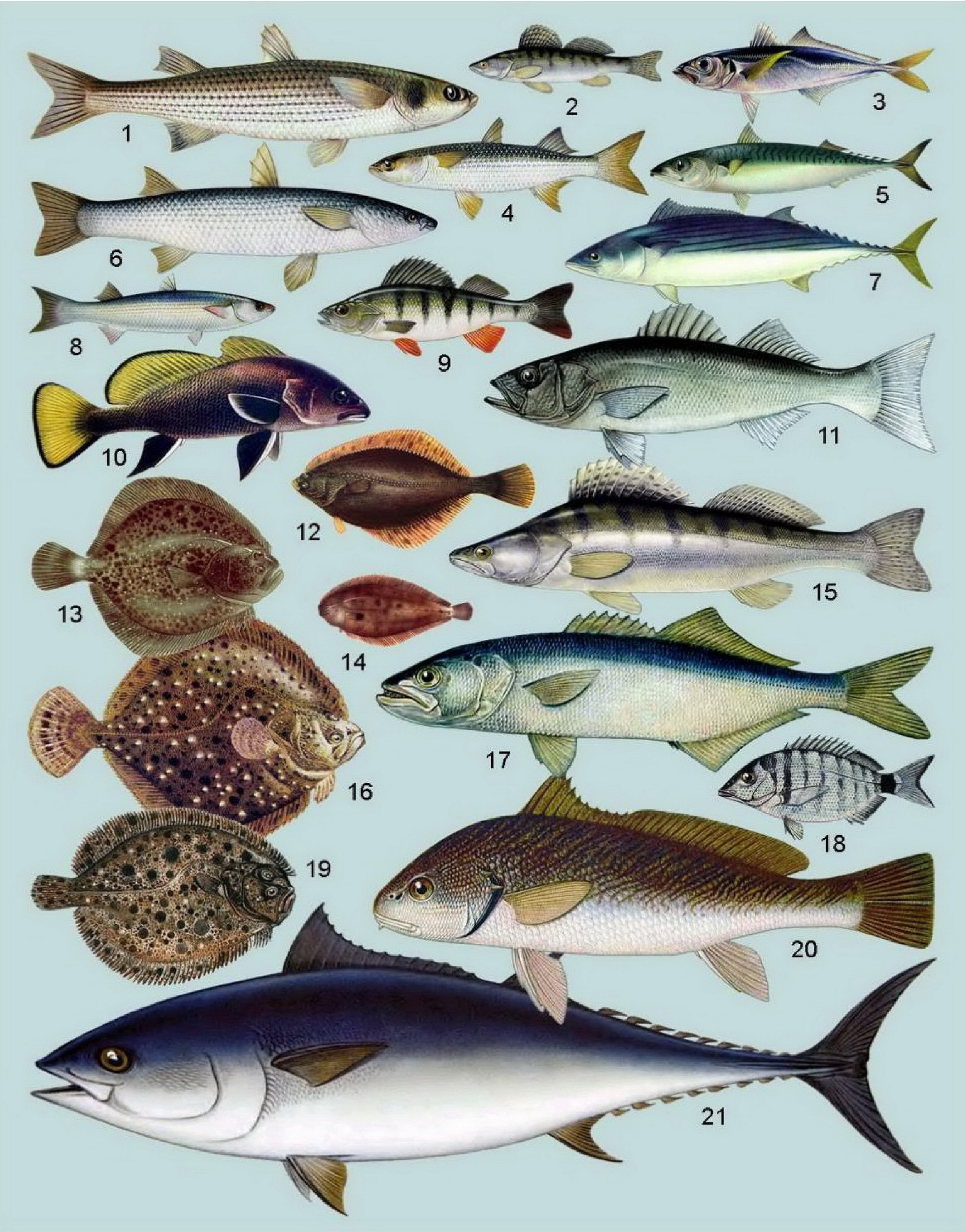
Іхтіофауна Запорізької області. Таблиця 6:1 — лобань; 2 — судак волзький; 3 — ставрида чорноморська; 4 — сингіль; 5 — скумбрія атлантична; 6 — піленгас; 7 — пеламида атлантична; 8 — гостроніс; 9 — окунь річковий; 10 — горбиль темний; 11 — лаврак європейський; 12 — річкова камбала чорноморська; 13 — калкан азовський; 14 — морський язик піщаний; 15 — судак звичайний; 16 — калкан чорноморський; 17 — луфар; 18 — зубарик звичайний; 19 — калкан гладенький; 20 — горбань світлий; 21 — тунець блакитний

Іхтіофауна Запорізької області включає 133 види міног і риб (з урахуванням акліматизованих та інвазійних видів), які належать до 3 класів, 17 рядів, 41 родини та 95 родів.
Систематичний список міног і риб Запорізької області:
- Тип ХОРДОВІ — CHORDATA
- Підтип ЧЕРЕПНІ — CRANIATA
- Надклас МІНОГОВИДНІ — PETROMYZONTOFORMES

Клас МІНОГИ — PETROMYZONTIDA
Ряд Міногоподібні — Petromyzontiformes
Родина Міногові — Petromyzontidae
Мінога українська — Eudontomyzon mariae (Berg, 1931) [рис.1.3]
- Надклас РИБИ — PISCES

Клас ХРЯЩОВІ РИБИ — CHONDRICHTHYES
Ряд Катраноподібні — Squaliformes
Родина Катранові — Squalidae
Катран короткоперий — Squalus acanthias Linnaeus, 1758 [рис.1.2]
Ряд Скатоподібні — Rajiformes
Родина Ромбові скати — Rajidae
Скат колючий — Raja clavata Linnaeus, 1758 [рис.1.5]
Родина Хвостоколові — Dasyatidae
Морський кіт — Dasyatis pastinaca (Linnaeus, 1758) [рис.1.1]
Клас КІСТКОВІ РИБИ — OSTEICHTHYES
Ряд Осетроподібні — Acipenseriformes
Родина Осетрові — Acipenseridae
Осетер руський — Acipenser gueldenstaedti Brandt, 1833 [рис.1.15]
Стерлядь — Acipenser ruthenus Linnaeus, 1758 [рис.1.6]
Севрюга — Acipenser stellatus Pallas, 1771 [рис.1.11]
Білуга — Huso huso (Linnaeus, 1758) [рис.1.21]
Ряд Оселедцеподібні — Clupeiformes
Родина Оселедцеві — Clupeidae
Оселедець чорноморський — Alosa immaculata Bennett, 1835 [рис.1.18]
Оселедець керченський — Alosa maeotica Grimm, 1901 [рис.1.16]
Пузанок азовський — Alosa tanaica (Grimm, 1901) [рис.1.17]
Сардина — Sardina pilchardus (Walbaum, 1792) [рис.1.14]
Тюлька чорноморсько-азовська — Clupeonella cultriventris (Nordmann, 1840) [рис.3.16]
Шпрот середземноморський — Sprattus phalericus (Risso, 1827) [рис.3.13]
Родина Анчоусові — Engraulidae
Анчоус європейський — Engraulis encrasicolus (Linnaeus, 1758) [рис.3.10]
Ряд Лососеподібні — Salmoniformes
Родина Лососеві — Salmonidae
Лосось чорноморський — Salmo labrax Pallas, 1814 [рис.1.8]
Ряд Щукоподібні — Ezociiformes
Щука звичайна — Esox lucius Linnaeus, 1758 [рис.1.13]
Ряд Вугреподібні — Anguilliformes
Родина Вугреві — Anguillidae
Вугор європейський — Anguilla anguilla (Linnaeus, 1758) [рис.1.12]
Ряд Коропоподібні — Cypriniformes
Родина Коропові — Cyprinidae
Ялець звичайний — Leuciscus leuciscus (Linnaeus, 1758) [рис.3.11]
Головень європейський — Squallius cephalus (Linnaeus, 1758) [рис.2.6]
В'язь — Idus idus (Linnaeus, 1758) [рис.2.2]
Бобирець звичайний — Petroleuciscus borysthenicus (Kessler, 1859) [рис.3.25]
Плітка звичайна — Rutilus rutilus (Linnaeus, 1758) [рис.2.16]
Тараня — Rutilus heckelii (Nordman, 1840) [рис.2.11]
Вирезуб причорноморський — Rutilus frisii (Nordmann, 1840) [рис.2.9]
Кутум каспійський — Rutilus kutum (Kamensky, 1901) [рис.1.1]
Краснопірка звичайна — Scardinius erythrophthalmus (Linnaeus, 1758) [рис.2.21]
Підуст звичайний — Chondrostoma nasus (Linnaeus, 1758) [рис.2.2]
Бистрянка російська — Alburnoides rossicus Berg, 1924 [рис.3.17]
Білий амур — Ctenopharyngodon idella (Valenciennes, 1844) [рис.2.13]
Білизна звичайна — Aspius aspius (Linnaeus, 1758) [рис.2.3]
Лин звичайний — Tinca tinca (Linnaeus, 1758) [рис.2.18]
Пічкур звичайний — Gobio gobio (Linnaeus, 1758) [рис.1.1]
Марена дніпровська — Barbus borysthenicus Dybowski, 1862 [рис.2.10]
Шемая чорноморська — Alburnus sarmaticus Freyhof et Kottelat, 2007 [рис.3.7]
Шемая азовська — Alburnus leobergi Freyhof et Kottelat, 2007 [рис.3.26]
Верховодка звичайна — Alburnus alburnus (Linnaeus, 1758) [рис.1.1]
Вівсянка — Leucaspius delineatus (Heckel, 1843) [рис.1.1]
Гольян озерний — Eupallasella percnurus (Pallas, 1814) [рис.3.2]
Плоскирка європейська — Blicca bjoerkna (Linnaeus, 1758) [рис.2.1]
Лящ звичайний — Abramis brama (Linnaeus, 1758) [рис.2.15]
Білоочка, клепець — Ballerus sapa (Pallas, 1814) [рис.1.1]
Синець звичайний — Ballerus ballerus (Linnaeus, 1758) [рис.2.4]
Рибець звичайний — Vimba vimba (Linnaeus, 1758) [рис.2.12]
Чехоня — Pelecus cultratus (Linnaeus, 1758) [рис.2.7]
Гірчак європейський — Rhodeus amarus (Bloch, 1782) [рис.3.5]
Чебачок амурський — Pseudorasbora parva (Temmincket Schlegel, 1846) [рис.3.14]
Карась звичайний — Carassius carassius (Linnaeus, 1758) [рис.2.8]
Карась сріблястий — Carassius auratus (Linnaeus, 1758) [рис.2.5]
Короп звичайний — Cyprinus carpio Linnaeus, 1758 [рис.2.17]
Товстолобик білий — Hypophthalmichthys molitrix (Valenciennes, 1844) [рис.2.19]
Товстолобик строкатий — Aristichthvs nobilis (Richardson, 1846) [рис.2.23]
Родина B'юнові — Cobitidae
Щипавка звичайна — Cobitis taenia Linnaeus, 1758 [рис.3.19]
В'юн звичайний — Misgurnus fossilis (Linnaeus, 1758) [рис.3.15]
Родина Баліторові — Ballitoridae
Вусатий слиж європейський — Barbatula barbatula (Linnaeus, 1758) [рис.3.3]
Ряд Сомоподібні — Siluriformes
Родина Сомові — Siluridae
Сом звичайний — Silurus glanis Linnaeus, 1758 [рис.1.19]
Канальний сом плямистий — Ictalurus punctatus (Rafinesque, 1818) [рис.1.20]
Ряд Сарганоподібні — Beloniformes
Родина Адріаніхтові — Adrianichthyidae
Медака китайська — Oryzias sinensis Chen, Uwa et Chu, 1989 [рис.3.20]
Родина Сарганові — Belonidae
Сарган чорноморський — Belone euxini Gunther, 1866 [рис.1.9]
Ряд Атериноподібні — Atheriniformes
Родина Атеринові — Atherinidae
Атерина чорноморська — Atherina pontica (Eichwald, 1831) [рис.3.12]
Атерина морська — Atherina hepsetus Linnaeus, 1758 [рис.3.8]
Ряд Трескоподібні — Gadiformes
Родина Трескові — Gadidae
Минь середземноморський — Gaidropsarus mediterraneus (Linnaeus, 1758) [рис.1.7]
Минь річковий — Lota lota (Linnaeus, 1758) [рис.1.10]
Мерланг — Merlangius euxinus (Linnaeus, 1758) [рис.1.4]
Ряд Колючкоподібні — Gasterosteiformes
Родина Колючкові — Gasterosteidae
Колючка триголкова — Gasterosteus aculeatus Linnaeus, 1758 [рис.4.2]
Колючка південна — Pungitius platygaster (Kessler, 1859) [рис.4.12]
Родина Голкові — Syngnathidae
Іглиця тонкорила — Syngnathus tenuirostris Rathke, 1837 [рис.4.9]
Іглиця пухлощока — Syngnathus abaster Risso, 1826 [рис.4.5]
Іглиця довгорила — Syngnathus typhle Linnaeus, 1758 [рис.4.6]
Іглиця шипувата — Syngnathus schmidti Popov, 1928 [рис.4.4]
Іглиця товсторила — Syngnathus variegatus Pallas, 1814 [рис.4.7]
Змієподібна іглиця — Nerophis ophidion (Linnaeus, 1758) [рис.4.3]
Морський коник довгорилий — Hippocampus guttulatus Cuvier, 1829 [рис.4.19]
Ряд Кефалеподібні — Mugiliformes
Родина Кефалеві — Mugilidae
Лобань — Mugil cephalus Linnaeus, 1758 [рис.6.1]
Піленгас — Liza haematocheilus (Temminck et Schlegel, 1845) [рис.6.6]
Сингіль — Liza aurata (Risso, 1810) [рис.6.4]
Гостроніс — Liza saliens (Risso, 1810) [рис.6.8]
Ряд Окунеподібні — Perciformes
Родина Перцихтові — Percichthyidae
Лаврак європейський — Dicentrarchus labrax (Linnaeus, 1758) [рис.6.11]
Родина Центрархові — Centrarchidae
Сонячна риба синьозяброва — Lepomis gibbosus (Linnaeus, 1758) [рис.4.8]
Родина Окуневі — Percidae
Йорж звичайний — Gymnocephalus cernuus (Linnaeus, 1758) [рис.4.1]
Йорж носар — Gymnocephalus acerinus (Gueldenstadt, 1775) [рис.4.10]
Окунь річковий — Perca fluviatilis Linnaeus, 1758 [рис.6.9]
Перкарина чорноморська — Percarina demidofii Nordman, 1840 [рис.4.18]
Судак звичайний — Sander lucioperca (Linnaeus, 1758) [рис.6.15]
Судак волзький — Sander volgensis (Gmelin, 1789) [рис.6.2]
Родина Луфареві — Pomatomidae
Луфар — Pomatomus saltatrix (Linnaeus, 1766) [рис.6.17]
Ставрида чорноморська — Trachurus ponticus Aleev 1956 [рис.6.3]
Родина Смаридові — Centracanthidae
Смарида європейська — Spicara maena (Linnaeus, 1758) [рис.4.13]
Смарида середземноморська — Spicara flexuosa Rafinesq, 1810 [рис.4.11]
Родина Спарові — Sparidae
Ласкир — Diplodus annularis (Linnaeus, 1758) [рис.4.14]
Зубарик звичайний — Puntazzo puntazzo (Cetti, 1784) [рис.6.18]
Родина Горбилеві — Sciaenidae
Горбань світлий — Umbrina cirrosa (Linnaeus, 1758) [рис.6.20]
Горбиль темний — Sciaena umbra Linnaeus, 1758 [рис.6.10]
Родина Барабулеві — Mullidae
Барабуля чорноморська — Mullus ponticus Essipov, 1927 [рис.3.1]
Родина Цихлідові — Cichlidae
Тиляпія мозамбікська — Oreochromis mossambicus (Peters, 1852) [рис.4.17]
Родина Губаньові — Labridae
Зеленушка плямиста — Symphodus ocellatus (Forskal, 1775) [рис.4.16]
Зеленушка рябчик — Symphodus cinereus (Bonnaterre, 1788) [рис.4.15]
Родина Драконові — Trachinidae
Морський дракончик великий — Trachinus draco Linnaeus, 1758 [рис.4.20]
Родина Собачкові — Blenniidae
Собачка червоно-жовтий — Parablennius sanguinolentus (Pallas, 1814) [рис.3.22]
Собачка щупальцевий — Parablennius tentacularis (Pallas, 1814) [рис.3.21]
Собачка Звонимира — Blennius zvonimiri (Kolombatovic, 1892) [рис.3.24]
Родина Бичкові — Gobiidae
Пуголовка зірчаста — Benthophilus stellatus (Sauvage, 1874) [рис.5.4]
Пуголовка азовська — Benthophilus magistri Iljin, 1927 [рис.5.9]
Пуголовочка Браунера — Benthophiloides brauneri Beling et Iljin, 1927 [рис.5.8]
Каспіосома — Caspiosoma caspium (Kessler, 1877) [рис.5.20]
Бичок кругляк — Neogobius melanostomus (Pallas, 1814) [рис.5.11]
Бичок піщаник — Neogobius fluviatilis (Pallas, 1814) [рис.5.14]
Бичок губань — Neogobius platyrostris (Pallas, 1814) [рис.5.18]
Бичок головань — Neogobius kessleri (Gunther, 1861) [рис.5.17]
Бичок гонець — Babka gymnotrachelus (Kessler, 1857) [рис.5.6]
Бичок чорний — Gobius niger Linnaeus, 1758 [рис.5.19]
Бичок сірман — Ponticola syrman (Nordmann, 1840) [рис.5.13]
Бичок ратан — Ponticola ratan (Nordmann, 1840) [рис.5.16]
Бичок рудий — Ponticola eurycephalus (Kessler, 1874) [рис.5.12]
Бичок чорноморсько-азовський — Ponticola cephalargoides Pinchuk, 1976 [рис.5.7]
Бичок трав'яник — Zosterisessor ophiocephalus (Pallas, 1814) [рис.5.3]
Тупоносий бичок цуцик — Proterorhinus marmoratus (Pallas, 1814) [рис.5.1 ]
Бичок жабоголовий — Mesogobius batrachocephalus (Pallas, 1814) [рис.5.21]
Бичок прозорий, афія — Aphya minuta (Risso, 1810) [рис.5.5]
Кніповичія довгохвоста — Knipowitschia longecaudata (Kessler, 1877) [рис.5.2]
Кніповичія кавказька — Knipowitschia caucasica (Berg, 1916) [рис.5.15]
Бичок-лисун мармуровий — Pomatoschistus marmoratus (Risso, 1810) [рис.5.22]
Бичок-лисун малий — Pomatoschistus minutus (Pallas, 1770) [рис.5.10]
Родина Скумбрієві — Scombridae
Тунець блакитний — Thunnus thynnus (Linnaeus, 1758) [рис.6.21]
Пеламіда атлантична — Sarda sarda (Bloch, 1793) [рис.6.7]
Скумбрія атлантична — Scomber scombrus Linnaeus, 1758 [рис.6.5]
Ряд Скорпеноподібні — Scorpaeniformes
Родина Скорпенові — Scorpaenidae
Скорпена звичайна — Scorpaena porcus Linnaeus, 1758 [рис.3.22]
Родина Триглові — Triglidae
Морський півень жовтий — Chelidonichthys lucerna (Linnaeus, 1758) [рис.3.18]
Ряд Камбалоподібні — Pleuronectiformes
Родина Калканові — Scophthalmidae
Калкан гладенький — Scophthalmus rhombus (Linnaeus, 1758) [рис.6.19]
Калкан чорноморський — Scophthalmus maeotica (Pallas, 1814) [рис.6.16]
Калкан азовський — Scophthalmus torosa (Rathke, 1837) [рис.6.13]
Родина Камбалові — Pleuronectidae
Річкова камбала чорноморська — Platichthys flesus Linnaeus, 1758 [рис.6.12]
Родина Солеєві — Soleidae
Морський язик піщаний — Pegusa lascaris (Risso, 1810) [рис.6.14]
До іхтіофауни Запорізької області належать представники 3-х класів: 1) Круглороті — 1 вид; 2) Хрящові риби — 3 види (ряд Катраноподібні — 1 вид; ряд Скатоподібні — 2 види); 3) Кісткові риби — 129 видів (50 % від загальної кількості видів міног і риб України).
Найбільшим видовим представництвом серед кісткових риб фауни регіону характеризуються ряди Окунеподібні (49 видів) та Коропоподібні (37). Інші ряди риб не відрізняються багатством видів: Колючкоподібні — 9 видів; Оселедцеподібні — 7; Камбалоподібні — 5; Осетроподібні, Кефалеподібні — по 4; Тріскоподібні — 3; Сомоподібні, Сарганоподібні, Атериноподібні, Скорпеноподібні — по 2; Лососеподібні, Щукоподібні, Вугреподібні — по 1 виду. Серед родин найбільшим видовим багатством характеризуються родини Коропові (34 види), Бичкові (22), Іглицеві (7), Оселедцеві (6), Окуневі (6).
За загальним таксономічним різноманіттям беззаперечну першість займає ряд Окунеподібні: 15 родин; 35 родів; 49 видів. Друге місце за цим же показником займає ряд Коропоподібні: 3 родини; 30 родів; 37 видів.

## Біогеографічний огляд

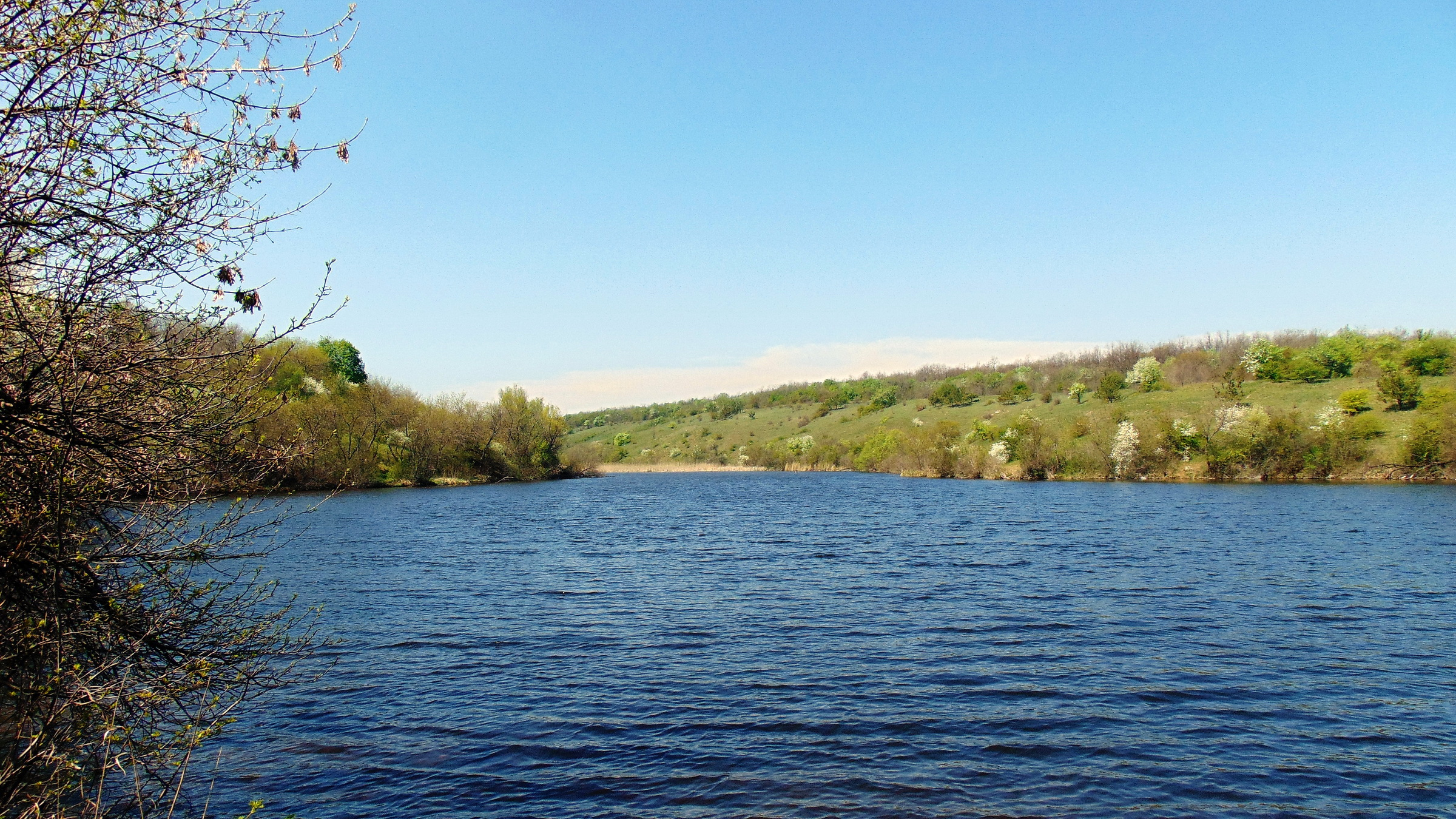
Дніпровське водосховище. Затока Остапова

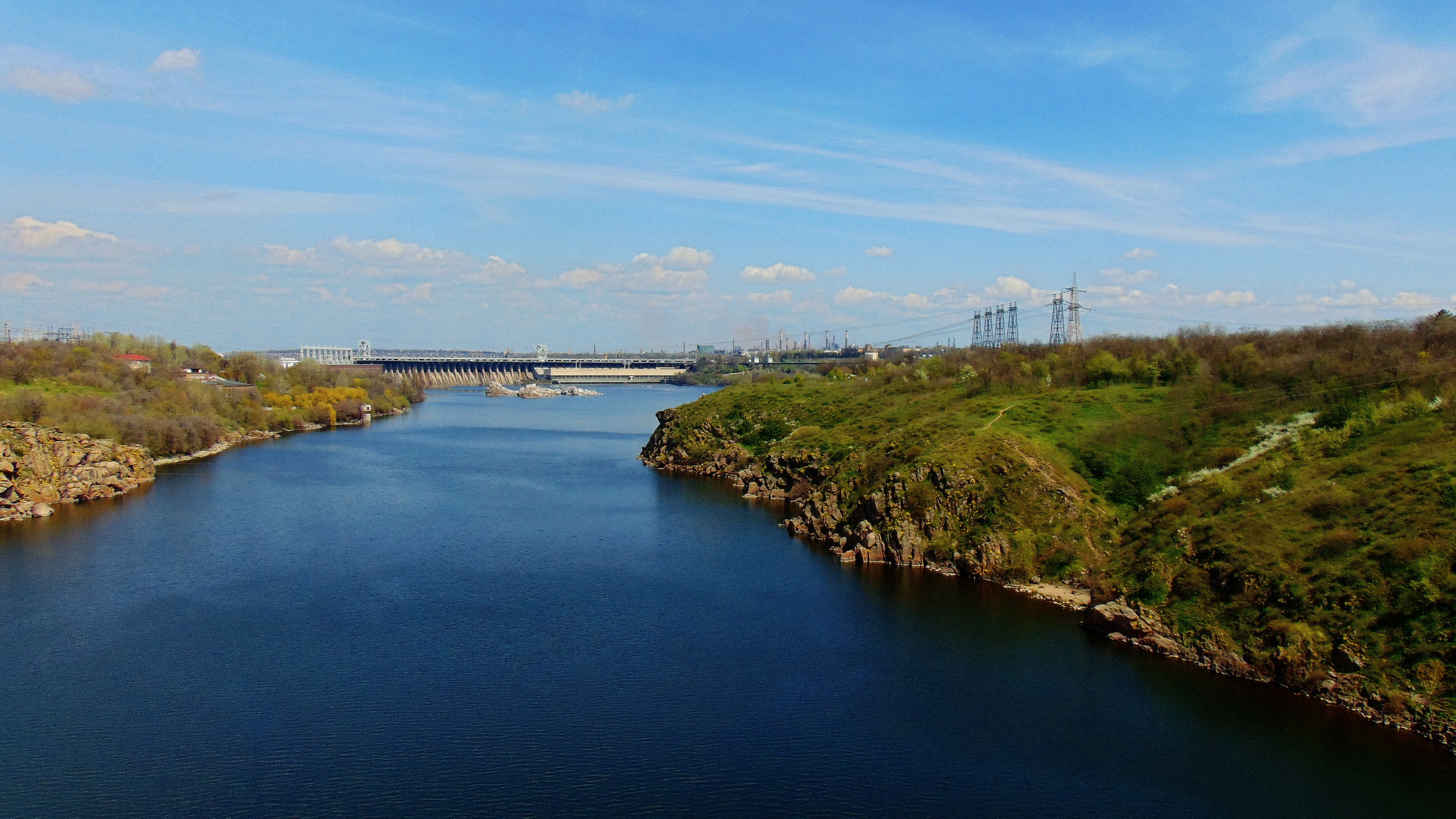
Дніпро в районі о. Хортиця (Запоріжжя)

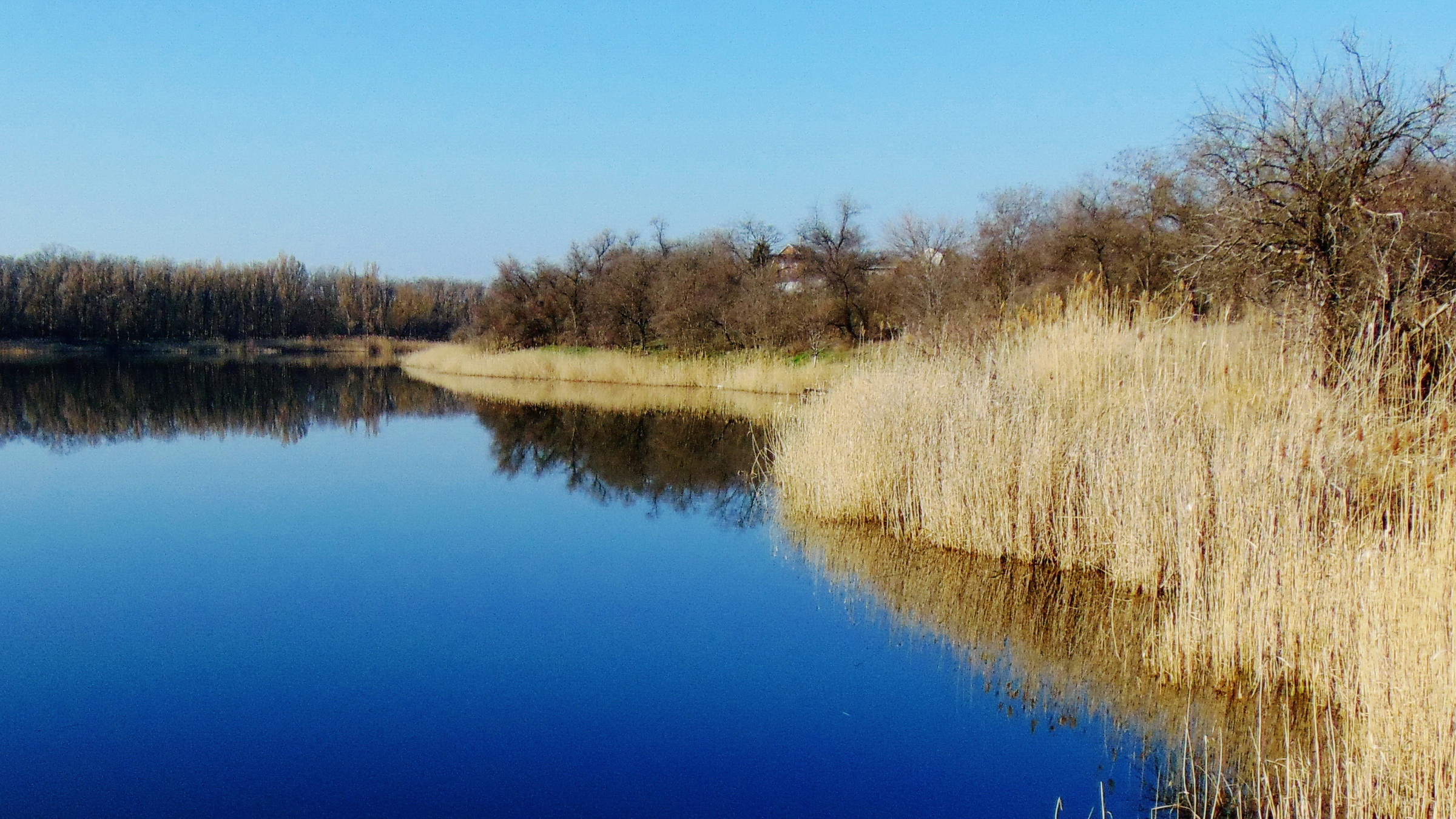
Ставок на річці Нижня Хортиця

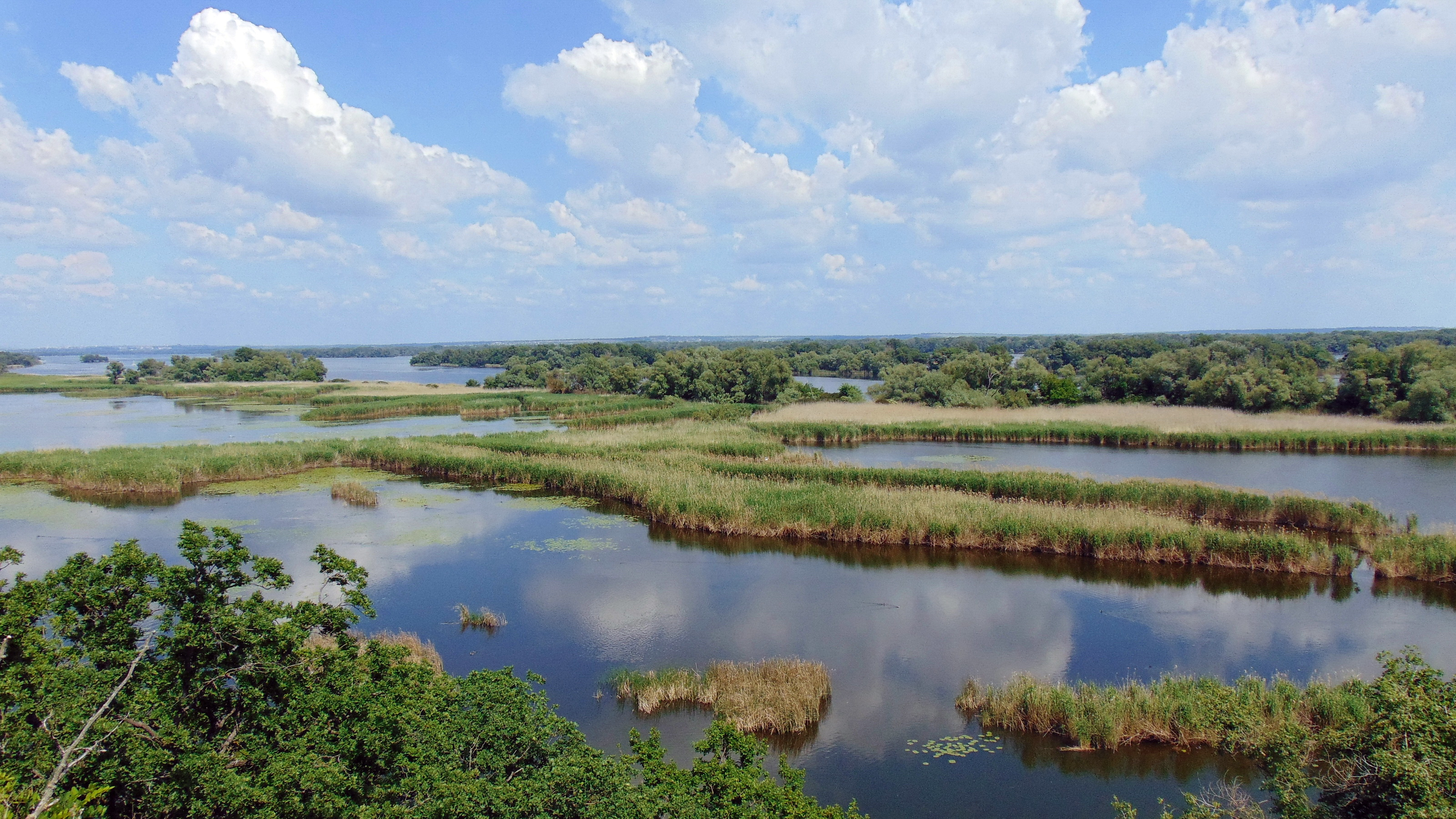
Дніпровські плавні на окол. с. Канівське Запорізького району

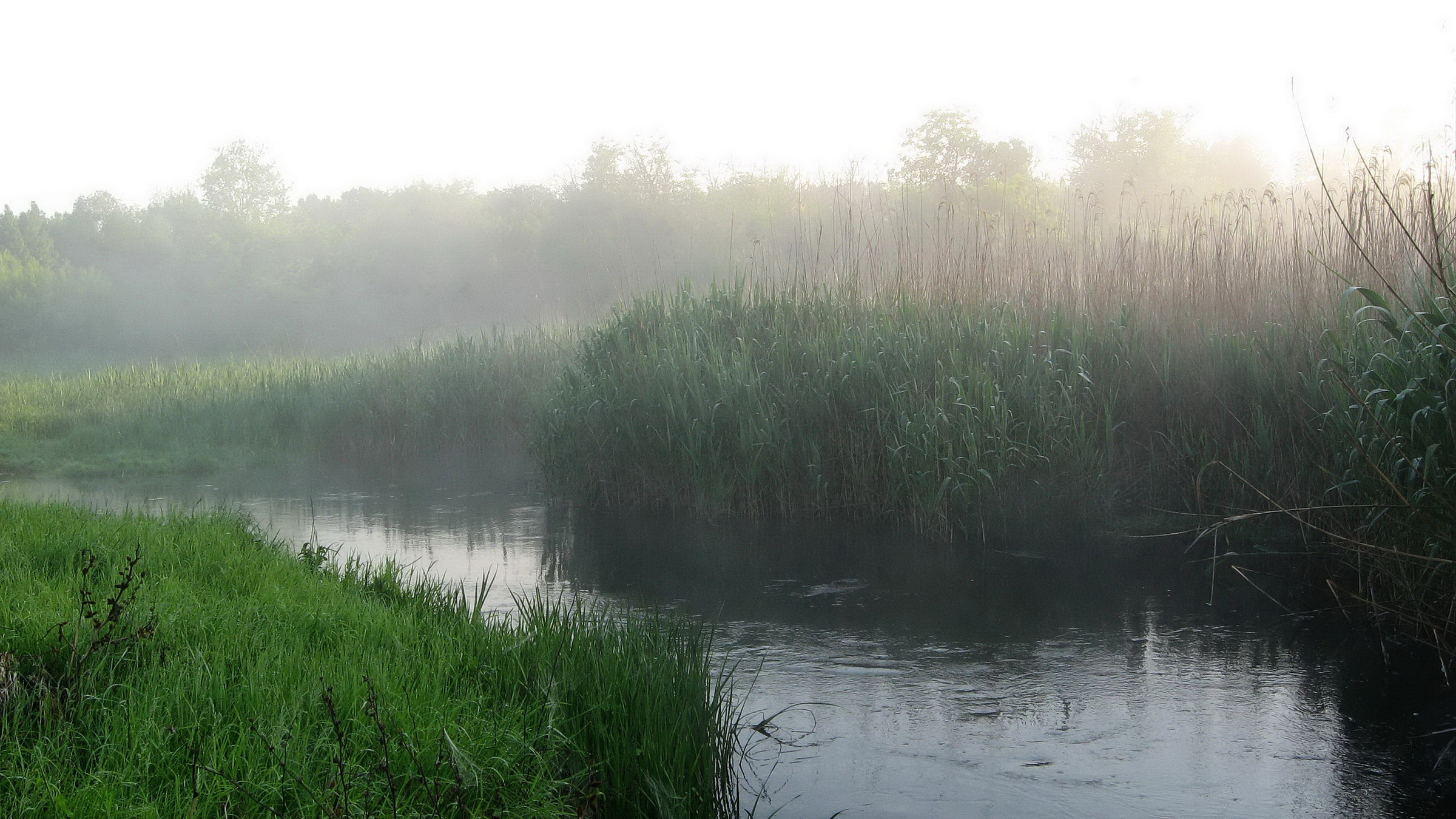
Ранок у Кінських плавнях

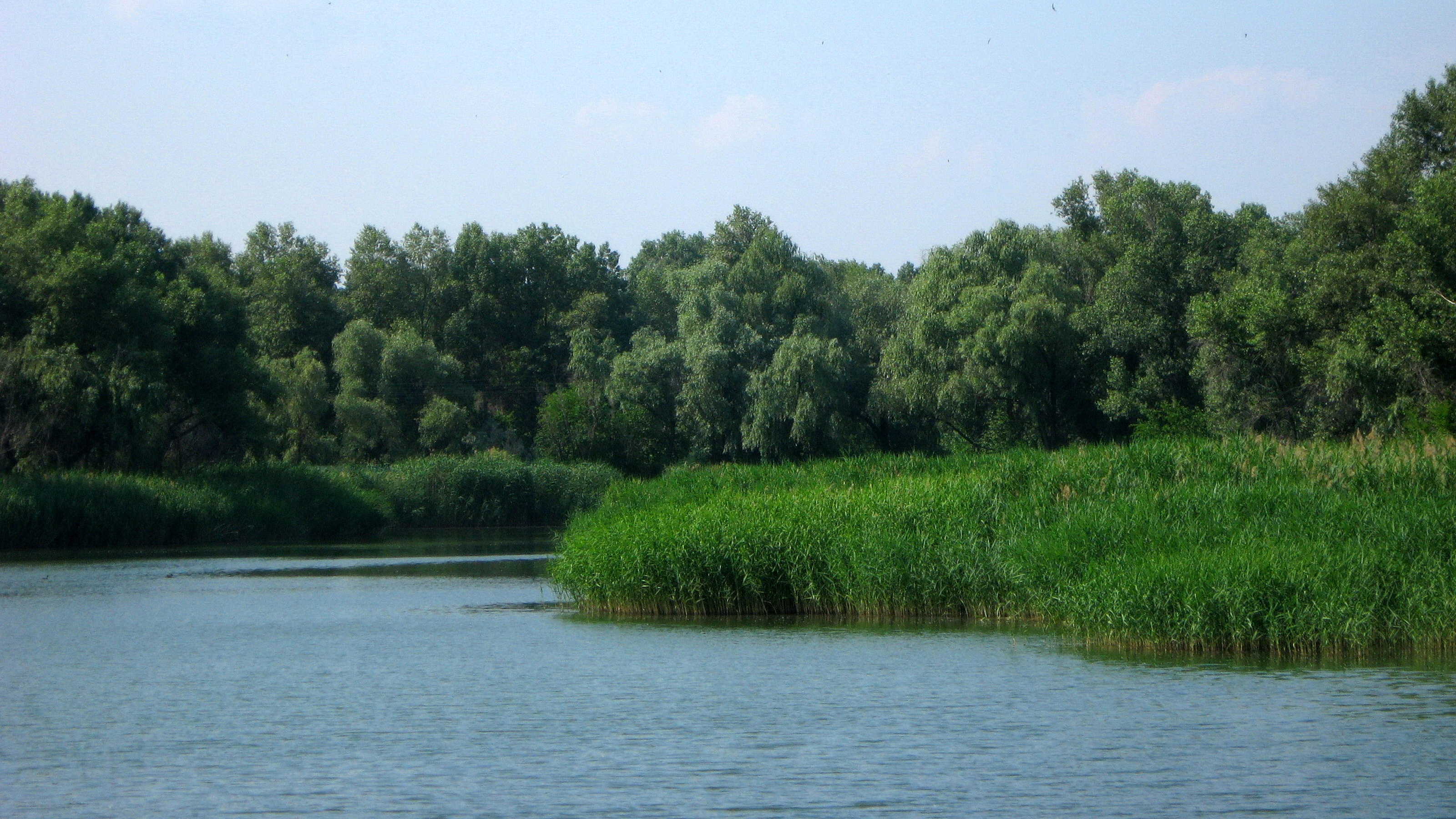
Кам'янсько-Дніпровські плавні. Каховське водосховище

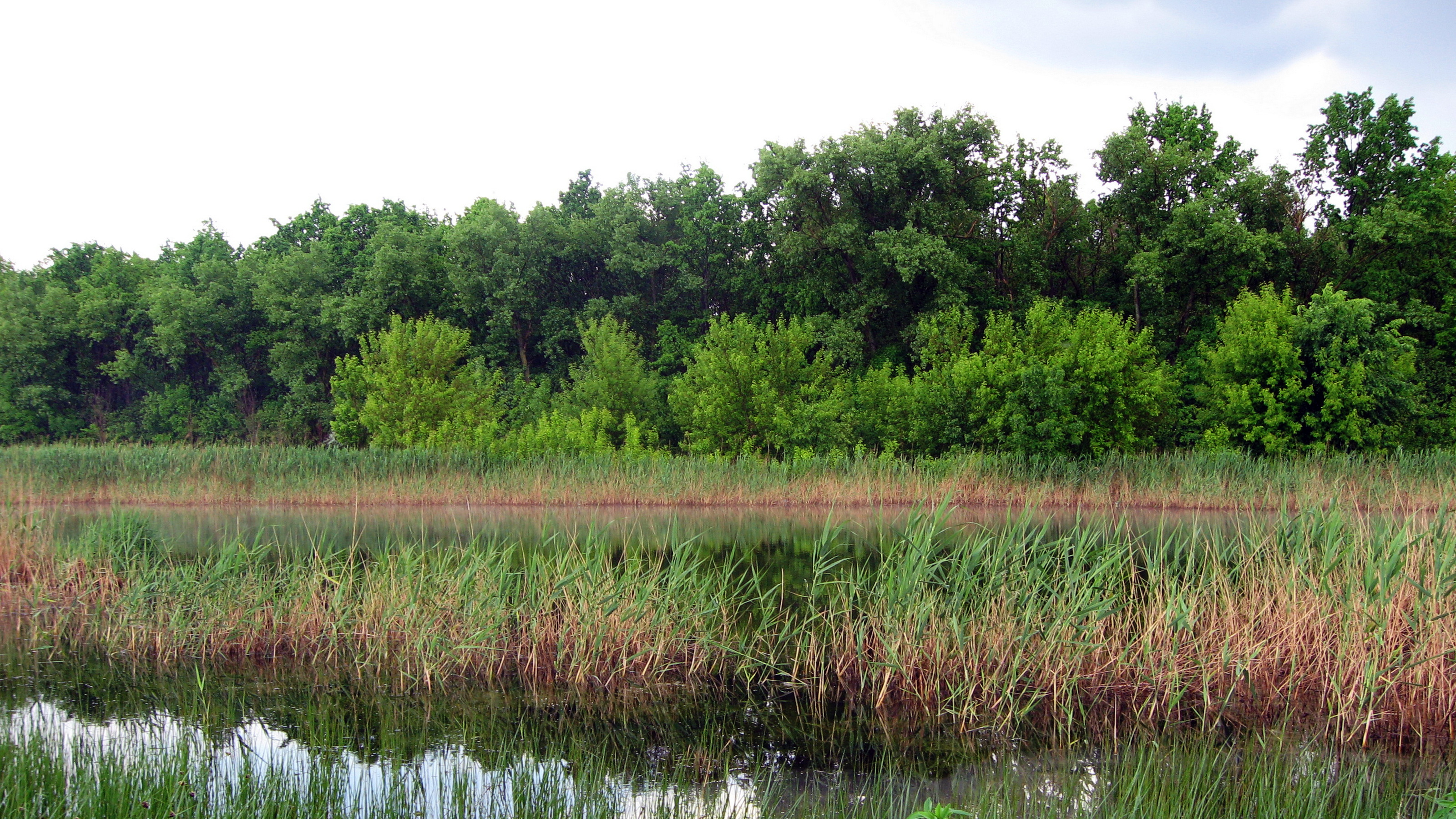
Річка Молочна поблизу Старобердянського лісництва

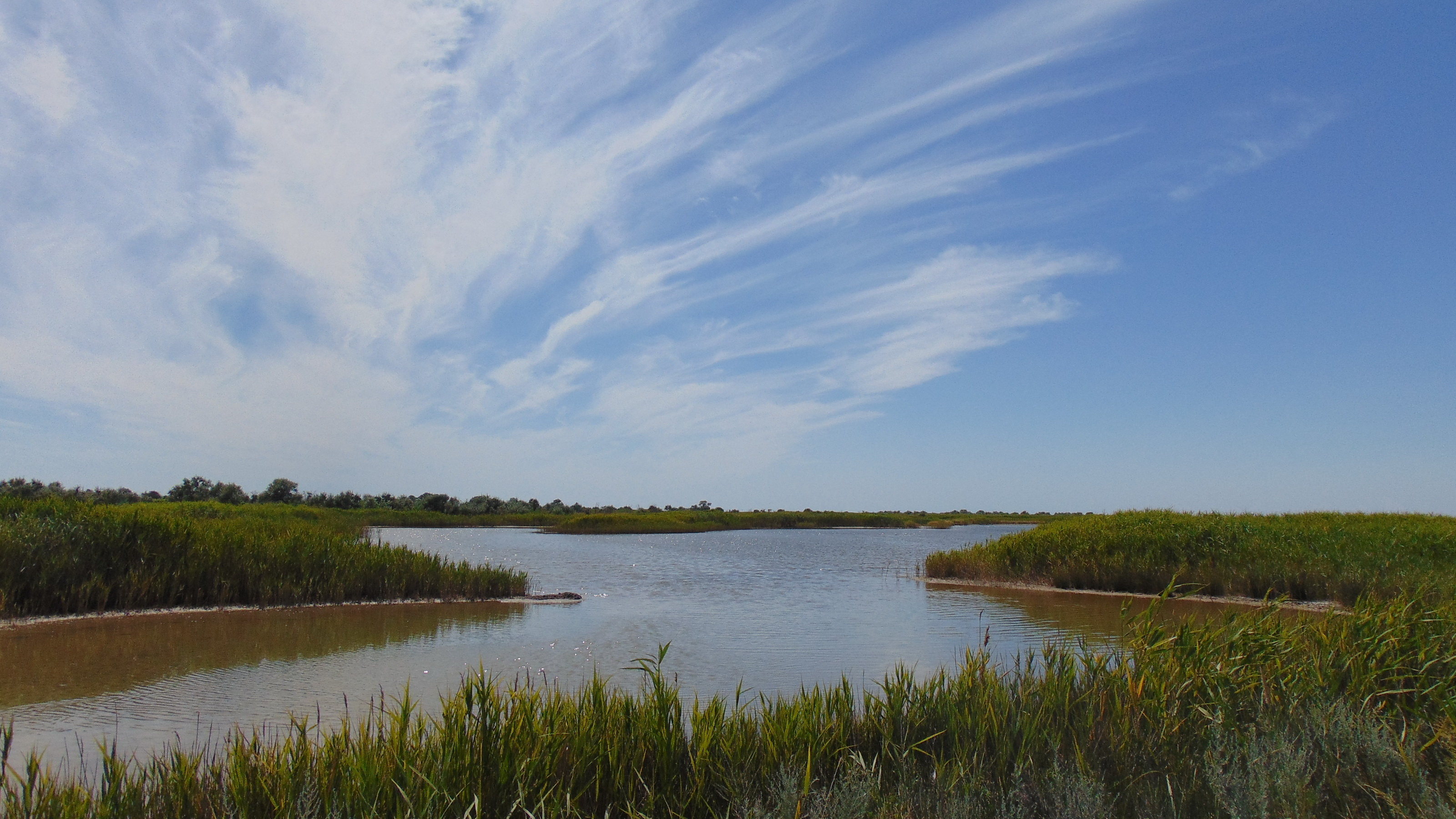
Озеро в заплаві річки Берда

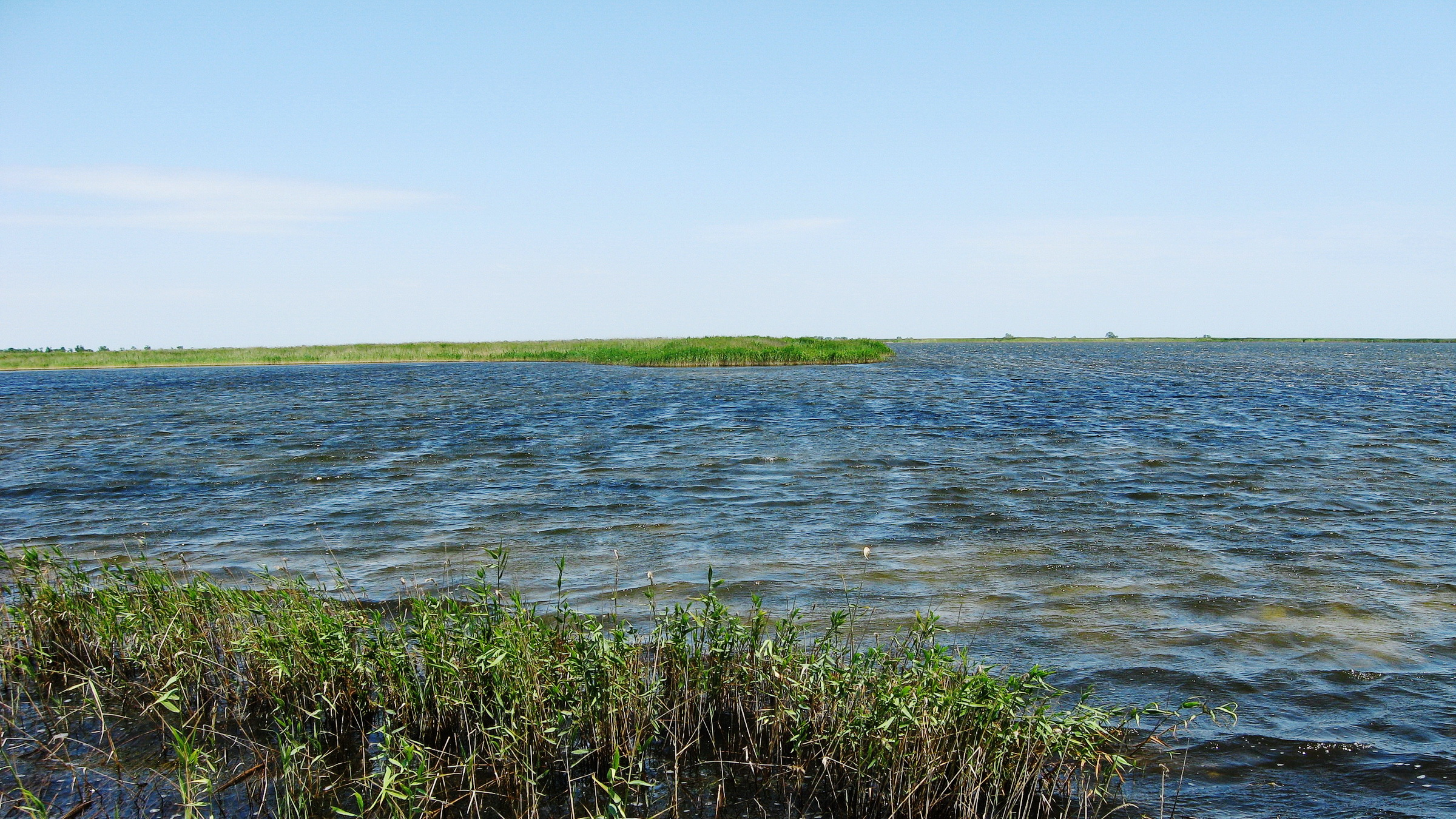
Обитічна затока

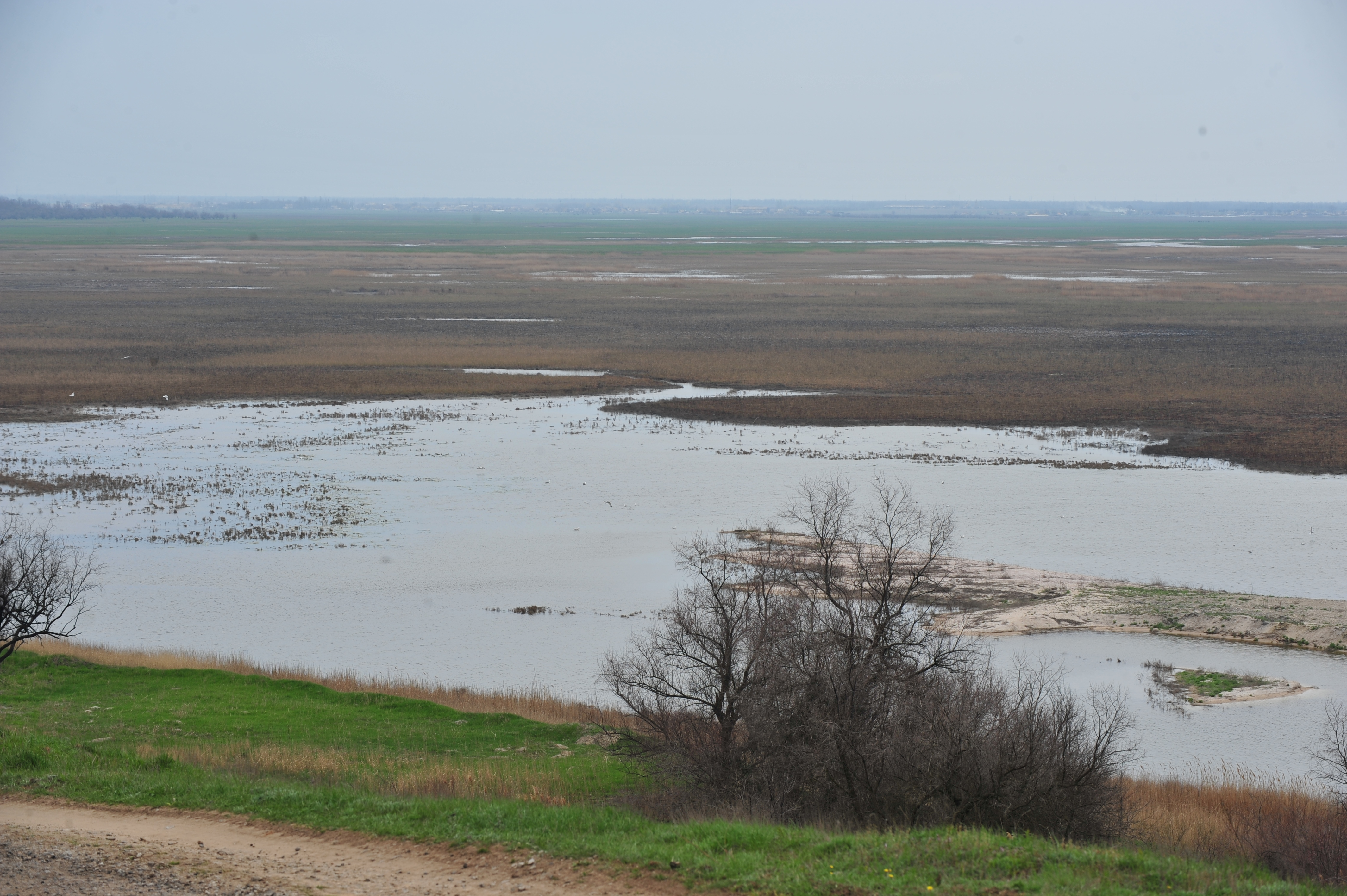
Молочний лиман

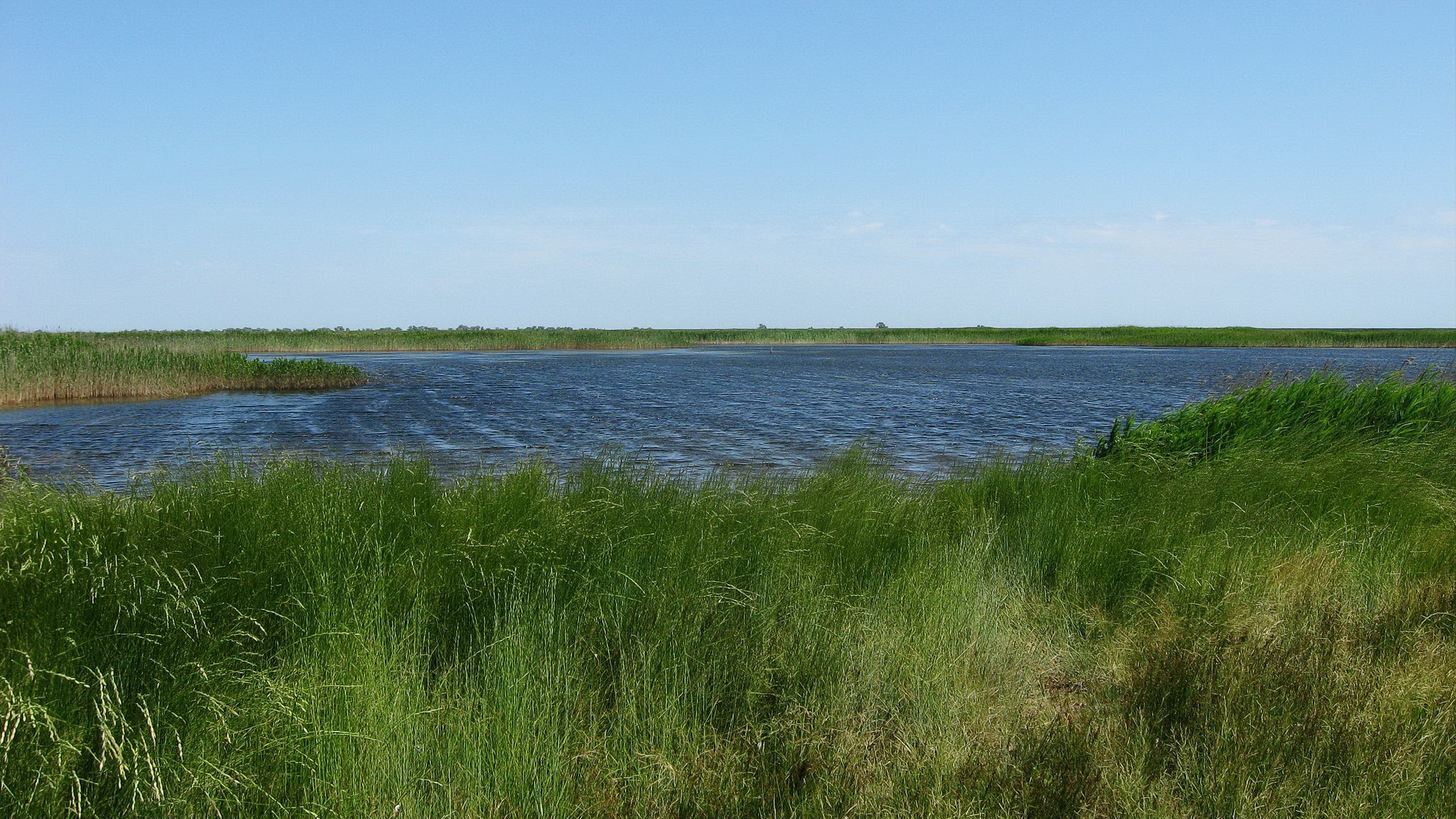
Верхів'я Утлюцького лиману

### Поверхневі води регіону
Середовищем існування риб регіону є річки (із заплавними озерами і утвореними на них водосховищами і ставками), які належать до басейнів Дніпра і Азовського моря, а також прилегла акваторія Азовського моря з лиманами.
Дніпро — головна водна артерія країни. Його умовно поділяють на три частини: Верхній, Середній і Нижній Дніпро. Запоріжжя знаходиться як раз на межі між Середнім і Нижнім Дніпром. За характером водного режиму Дніпро — типова рівнинна річка, що характеризується високою весняною повінню, низькою літньою і зимовою меженню і підвищеним стоком восени
У свій час, вирвавшись з району Дніпровських порогів, Дніпро розмив на території області широку й глибоку долину, яка тепер має вигляд озероподібного розширення. На всій величезній площі це розширення було прорізане короткими річками, протоками, заповнене болотами, озерами. У весняний період, коли в Дніпро надходило багато талих вод, ріка виступала з свого русла і затоплювала все широке днище — заплаву. У квітні-травні тут утворювалась величезна тимчасова водойма, яка нагадувала сучасне Каховське водосховище. Після повені заплава висихала, залишалась лише складна мережа різних водойм. Ця територія, що була покрита розкішною лісовою і трав'янистою рослинністю, здавна була відома під назвою Дніпровсько-Кінських плавнів, або славнозвісного Великого Лугу. Зі сходу плавні оконтурювала річка Кінська, у зв'язку з чим, запорізька частина їх називалась Кінськими плавнями. З 1956—1958 рр. до червня 2023 р. (до підриву Каховської ГЕС) північна частина Кінських плавнів була затоплена водами Каховського водосховища. Ще раніше гребля Дніпровської ГЕС підняла води Дніпра в районі порогів, де виникло Дніпровське водосховище. Вигляд річки Дніпро зараз має тільки на ділянці від ДніпроГЕСу с. Біленьке Запорізького району до (біля 30 км), відділяючись від верхів'я Каховського водосховища системою плавневих островів.
Значне місце серед поверхневих вод в регіоні займають річки, які належать до басейнів Дніпра і Азовського моря. Їх загальна протяжність в межах області складає 2013 км. Густина річкової мережі невелика, в середньому на 1 км², території доводиться 0,047 км річок. Річкова мережа розподілена по території області нерівномірно. Найбільш бідна річками південно-західна частина приазовських степів. В області, крім Дніпра, нараховується 118 річок. Переважна їх більшість відноситься до малих річок (з площею водозбору до 2000 км²), і лише 3 річки (Молочна, Гайчур і Кінська) — до середніх (з площею водозбору більше 2000 км²). Річки Запорізької області за їх режимом відносяться до річок, що мають яскраво виражений степовий характер. У весняну повінь при таненні снігів вони сильно розливаються, а влітку стають маловодними і часто пересихають. На річках створено 28 водосховищ і 1174 ставків. У межах області розташовано 846 озер, у тому числі солоних.
На південному сході Запорізька область межує із Азовським морем. Море зай¬має мілку улоговину, яка наприкінці третинного пе¬ріоду була суходолом. Гідрологічний режим Азовського моря визначається його замкнутістю, мілководністю, невеликими розмірами і значним стоком прісної води. Площа Азовського моря — 39 тис. км², а об'єм води — 290 км³, пересічна глибина 7,4 м, а максимальна — 15 м. Довжина берегової лінії Азовського моря складає 2690 км, у межах області — 306 км. Характерною її властивістю є помітна пониженість і наявність морських заток. У хвилястій береговій лінії виділяються Бердянська і Обитічна коси та коса Федотова з острів Бірючий, який є її продовженням. З косами межують Бердянська і Обитічна затоки, Молочний і Утлюцький лимани. Уздовж моря тягнеться низка невеликих лиманів і солоних озер.

### Морська іхтіофауна
До іхтіофауни Запорізької області входять представники прісноводної та морської біоти. Саме тому хорологічний (ареалогічний) аналіз доцільно проводити окремо за двома більш-менш умовними групами риб регіону.
Морська іхтіофауна регіону включає 93 види риб, які постійно чи тимчасово перебувають в Азовському морі та його лиманах. Основу цієї групи з одного боку складають східноатлантичні (23 види) та північно-східноатлантичні (11) риби (разом 34 види, що складає 25,9 % від загальної кількості видів області та 38,6 % від морської групи), з другого — понтійські (16) та понто-каспійські (19) риби (разом 35 видів, що складає 25,6 % від загальної кількості видів та 39,7 % від морської групи). Менше значення відіграють середземноморсько-понтійські (6 %) та широкоареальні види, представлені морськими космополітними (луфар), атлантично-тихоокеансьми (катран) та атлантичними (тунець звичайний, пеламида атлантична, річковий вугор європейський) видами (разом 3,8 %). Один далекосхідний вид — піленгас — акліматизований в Азовському морі. У фауні області присутні також 3 азовських ендеміка, зокрема шемая азовська, калкан азовський, пуголовка азовська. Крім того, у наукових колах розглядається питання про видовий статус ряду підвидів риб азовської фауни. Ще один ендемічний вид риб — кутум каспійський — акліматизований в регіоні.

### Прісноводна іхтіофауна
Прісноводні водойми області населяють 46 видів риб. В основному це північнопалеарктичні (12 видів) та європейські (12) види риб (разом 24 види, що складає 18 % від загальної кількості видів та 53,3 % від прісноводної групи). Менше значення відіграють турано-європейські (6), західноєвропейські (2) та широкоареальні голарктичні (2) види. Значну долю складають далекосхідні (6), неарктичні (2) та афротропічні (1) види-вселенці (6,8 % від загальної кількості видів та 20 % від прісноводної групи).

## Еколого-фауністичний огляд
Рибне населення регіону складають 3 великих еколого-фауністичні комплекси риб: І — морський; ІІ — прісноводний; ІІІ — солонуватоводний. Зважаючи на евригалинність ряду видів риб, їх можна, з певними припущеннями, віднести до двох-трьох еколого-фауністичних комплексів одночасно.
Найбільшим іхтіокомплексом є морський (80 видів). Його основу складають тюлька чорноморська, анчоус європейський, атерина чорноморська кефаль піленгас, бички кругляк і пісочник, бичок сірман та калкан азовський. Значну роль відіграють також оселедець чорноморсько-азовський, пузанок азовсько-чорноморський, тараня, кефаль сингіль, колючка триголкова, змієподібна морська голка чорноморська, морські голки пухлощока і довгорила, бички ратан, рудий, чорноморсько-азовський, жабоголовий і трав'яник, річкова камбала чорноморська. 12 видів морських та солонуватоводних риб є прохідними та напівпрохідними.
Значно біднішим є прісноводний іхтіокомплекс, який включає 46 видів. Домінуючими видами комплексу є карась звичайний, плітка звичайна, лящ звичайний, верховодка звичайна, короп звичайний, тюлька чорноморсько-азовська, товстолоб білий, пічкур звичайний, окунь річковий, судак звичайний, йорж звичайний, бичок кругляк, бичок пісочник, тупоносий бичок цуцик. До субдомінантів комплексу можна віднести щуку звичайну, тараню, краснопірку звичайну, плоскирку європейську, гірчака європейського, атерину чорноморську, товстолоба строкатого, білого амура, вівсянку, сома звичайного, лина звичайного, щипавку звичайну, колючку південну багатоголкову, морську голку пухлощоку та бичка голованя. До прохідних можна віднести 1 вид риб — річкового вугра європейського.
Проміжним за кількістю видів є солонуватоводний іхтіокомплекс (74 види). Основу комплексу на різних водоймах складають тюлька чорноморсько-азовська, тараня, атерина чорноморська, бички кругляк, пісочник, головань, чорний, сірман, ратан, рудий, чорноморсько-азовський, трав'яник і жабоголовий, колючка триголкова, колючка південна багатоголкова, морська голка пухлощока, змієподібна морська голка чорноморська.

## Огляд раритетної іхтіофауни
У результаті багаторічного надмірного промислу та впливу інших антропогенних факторів склад рибного населення регіону зазнав значних змін. Ряд видів зник чи опинився на межі зникнення. Іхтіофауна планомірно та стихійно поповнюється видами-вселенцями з віддалених географічних районів. Тому, навіть наведений вище список видів риб регіону потребує уточнення в найближчі роки. До складу сучасної іхтіофауни Запорізької області входить ряд раритетних видів міног і риб, внесених до природоохоронних документів різного рангу.
До Червоного списку МСОП (т. з. Міжнародної Червоної книги) занесено 12 раритетних видів, у т. ч. 4 види, що знаходяться в критичному стані (білуга звичайна, осетер руський, севрюга, вугор європейський), 3 види, що знаходяться в погрозливому стані (стерлядь, шемая чорноморська, тунець блакитний), 5 вразливих видів (катран короткоперий, скат колючий, оселедець чорноморський, короп звичайний, перкарина чорноморська). Крім того, 69 видів риб регіону занесено до Червоного списку МСОП умовно, як види, які поки що не викликають хвилювання, а 8 видів вважаються недостатньо вивченими.
До Європейського Червоного списку занесено 2 види риб регіону, зокрема як вразливий (мінога українська) та погрозливий (лосось чорноморський) таксони.
До 'Червоної книги Чорного моря занесено 19 видів риб, у т. ч. 2 види, що знаходяться на межі зникнення (пеламида атлантична, бичок трав'яник), 7 видів, що знаходяться у погрозливому стані (сарган чорноморський, риба-голка змієподібна, морський коник довгокрилий, барабуля чорноморська, книповічия довгохвоста, тунець звичайний, скумбрія атлантична) та 6 вразливих видів (осетер руський, севрюга, риба-голка довгорила, бичок ратан, морський карась, морський йорж).
До Червоної книги України занесено 29 видів риб регіону, у тому числі 10 зникаючих (мінога українська, стерлядь прісноводна, білуга звичайна, вирезуб причорноморський, бистрянка російська, гольян озерний, марена дніпровська, лосось чорноморський, судак волзький, йорж донський) та 10 вразливих (осетер російський, севрюга, ялець звичайний, шемаї азовська і чорноморська, карась звичайний, минь звичайний, риба-голка товсторила, риба-голка тонкорила, морський коник довгорилий).
До Бернської конвенції занесено 29 видів риб, що підлягають охороні.
До Боннської конвенції занесено 4 види (стерлядь прісноводна, осетер російський, севрюга, білуга звичайна), стан яких є несприятливим, збереження та регулювання використання яких потребує міжнародних угод.
До Вашингтонської конвенції (CITES) занесено 5 видів регіону (морський коник довгорилий, стерлядь прісноводна, осетер російський, севрюга, білуга звичайна), які на даний час не обов'язково перебувають під загрозою зникнення, але можуть опинитися під такою загрозою, якщо торгівля зразками таких видів не буде суворо регулюватися з метою уникнення такого використання, що несумісне з їхнім виживанням.